# Creek Mary's Blood
Creek Mary's Blood är den femte sången av Nightwish på deras album Once, vilket släpptes 2004. Låten skiljer sig från deras andra verk eftersom John Two-Hawks framför en del på den. Han både läser upp en dikt på lakota och spelar på en indiansk flöjt (en "native american flute"). Two-Hawks är dock inte själv indian. En bild av honom finns med i häftet till "Once"-albumet. Låten finns också med på singeln "Kuolema Tekee Taiteilijan", men med en orkester därtill.